# کارکس هیرتا
کارکس هیرتا (نام علمی: Carex hirta) نام یک گونه از سرده جگن است.